# The Sound of Music

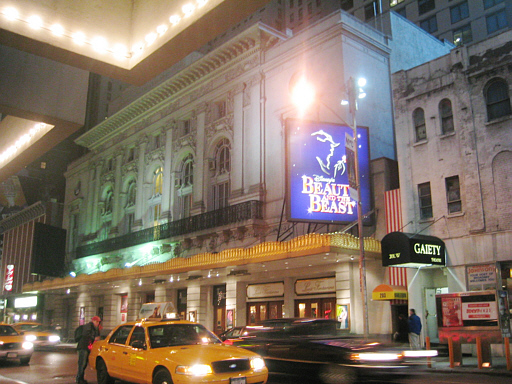
Das Lunt-Fontanne Theatre in New York

The Sound of Music („Der Klang von Musik“) ist ein Musical mit der Musik von Richard Rodgers und Texten von Oscar Hammerstein. Das Buch stammt von Howard Lindsay und Russel Crouse. Das Musical, speziell die Rolle der Maria Trapp, wurde für Mary Martin entwickelt und war die letzte gemeinsame Arbeit von Rodgers und Hammerstein. Die Broadway-Premiere war am 16. November 1959 im Lunt-Fontanne Theatre in New York; die Show erreichte 1443 Aufführungen. Die Regie führte Vincent J. Donehue, die Choreografie übernahm Joe Layton.
Im Londoner West End startete die Produktion am 18. Mai 1961 im Palace Theatre und erreichte 2386 Aufführungen. Die deutschsprachige Erstaufführung fand am 9. März 1982 im Stadttheater Hildesheim unter dem Titel Die Trapp-Familie statt.

## Grundlage
Grundlage für das Musical bilden die Erinnerungen von Maria Augusta Trapp, The Story of the Trapp Family Singers, erschienen 1949 (dt. Titel Vom Kloster zum Welterfolg, 1952), sowie der darauf basierende deutsche Spielfilm Die Trapp-Familie (1956), von dem es auch eine Fortsetzung gibt: Die Trapp-Familie in Amerika (1958), jeweils mit Ruth Leuwerik, Hans Holt, Josef Meinrad, Michael Ande und vielen weiteren.

## Handlung
Maria ist Novizin im österreichischen Kloster Nonnberg. Die Nonnen schicken sie zum Baron von Trapp, dessen Frau verstorben ist. Maria soll auf die sieben Kinder des Barons aufpassen. Mit ihrer liebevollen Art erobert sie die Herzen der Kinder und das des Barons im Sturm. Er nimmt Maria zur Frau. Bis zum Anschluss an das Dritte Reich leben die Trapps ein harmonisches Familienleben. Singen und Tanzen wird sehr wichtig für die Trapps. Maria gründet einen Familienchor, mit dem die Trapps bei einem Volksmusikwettbewerb in Salzburg auftreten und gewinnen.
Als von Trapp eine Einberufung zur deutschen Kriegsmarine erhält, weigert er sich und flieht mit seiner Familie bei Nacht und Nebel in die Schweiz. Von dort emigrieren die Trapps in die USA. Als die „Trapp Family Singers“ reist die Familie durch ganz Amerika, um Konzerte zu geben.
Die Handlung ist an Maria Augusta von Trapps Lebensgeschichte angelehnt, unterscheidet sich aber in mehreren Punkten von der Realität: Maria war Erzieherin im Kloster, nicht Novizin; sie war für nur ein Kind zuständig. Baron Trapp war den Kindern gegenüber nicht streng, sondern nachgiebig. Die Rolle des Hauskaplans Franz Wasner fehlt ganz. Das Paar verbrachte einige Zeit in Österreich und flüchtete dann nach Italien.

## Musik
Die historischen Trapp-Kinder waren als Chor im amerikanischen Exil berühmt geworden. Rodgers wollte zunächst ihre Original-Lieder ins Musical integrieren, kam aber (nicht zuletzt aus urheberrechtlichen Gründen) davon ab und komponierte alles neu. Der „pädagogische“ Ton der Musiknummern wie im Solmisations-Lehrstück Do-Re-Mi trug wesentlich zum Erfolg bei.
Die pathetische Art von Hammersteins Musical Play und das nachempfundene ländliche Lokalkolorit sind in gelungener Weise miteinander verwoben.

## Musiktitel
Erster Akt
- Preludium
- The Sound of Music
- Maria
- My Favorite Things
- My Favorite Things (Reprise 1)
- Do-Re-Mi
- Sixteen Going on Seventeen
- The Lonely Goatherd
- The Lonely Goatherd (Reprise)
- How Can Love Survive
- The Sound of Music (Reprise)
- Ländler (instrumental)
- So Long, Farewell
- Morning Hymn
- Climb Ev’ry Mountain

Zweiter Akt
- My Favorite Things (Reprise 2)
- No Way to Stop It
- An Ordinary Couple
- Gaudeamus Domino
- Maria (Reprise)
- Confitemini Domino
- Sixteen Going on Seventeen (Reprise)
- Do-Re-Mi (Reprise)
- Edelweiß
- So Long, Farewell (Reprise)
- Finale Ultimo

Die Reihenfolge der Titel wird in manchen Versionen vertauscht oder einzelne Titel werden weggelassen. Auch werden häufig die eigentlich für den Film geschriebenen Titel I Have Confidence und Something Good in die Bühnenversion aufgenommen.

## Verfilmung
Auf der Grundlage des Musicals wurde 1965 der gleichnamige Film mit dem deutschen Verleihtitel Meine Lieder – meine Träume (Regie: Robert Wise) mit Julie Andrews gedreht, welcher zu den vier bisher erfolgreichsten Hollywood-Musikfilmen zählt (Stand 2012) und als einer der meistgesehenen Filme überhaupt gilt. Er hat auch dem Bühnen-Musical zusätzliche Aufmerksamkeit verschafft.
Die 10. Folge der 8. Staffel der amerikanischen Sitcom Will & Grace (In die Falle getrappt) basiert auf The Sound of Music. Es werden auch Lieder aus dem Musical vorgetragen.

## Auszeichnungen (Auswahl)
Die Broadway-Produktion gewann 1960 fünf Tony Awards in den Kategorien:
- Bestes Musical, den sie sich mit dem Musical Fiorello! teilte
- Beste Hauptdarstellerin: Mary Martin
- Beste Nebendarstellerin: Patricia Neway
- Bestes Bühnenbild: Oliver Smith
- Bester Dirigent und musikalischer Leiter: Frederick Dvonch
- Außerdem erhielt sie 1960 einen Grammy Award für das beste Musical-Show-Album (Musikaufnahme).
- 1998 landete der Film in der vom American Film Institute zusammengestellten Liste der 100 besten Filme aller Zeiten auf Rang 55. 2007 konnte sich der Film in der selbigen Liste bis auf Platz 40 verbessern.
- 2 Songs schafften es in die Liste des American Film Institutes zu den 100 besten Filmsongs (The Sound of Music auf Platz 10 und Do Re Mi auf Rang 88).
- Der Film schaffte es in der Liste der 25 bedeutendsten Musicalfilme aller Zeiten auf Rang 4 (von 2006), wie (ebenfalls) das American Film Institute bekanntgab.

## Tourismus
Die Stadt Salzburg, die vor allem auch damit wirbt, Mozarts Geburtsort zu sein, lockt erfolgreich amerikanische und asiatische Touristen mit den romantischen Schauplätzen des Films an. Kurios daran ist, dass The Sound of Music unter den Einwohnern eher unbekannt ist oder wegen der dadurch noch heute bestehenden „Verkitschung“ des Weltbildes von Österreich kritisiert wird.
Für die Fans des Filmes entstanden in den späten 1960er Jahren die ersten Sound-of-Music-Touren in Salzburg, die die verschiedensten Filmlocations wie Schloss Leopoldskron, den Gazebo genannten Pavillon beim Schloss Hellbrunn oder auch die Kirche von Mondsee beinhaltet.
1991 wurde in Salzburg unter der musikalischen Leitung von Franz Langer die Sound of Music Dinner Show ins Leben gerufen, welche den Touristen nicht nur das Klischee, sondern auch andere musikalische Werte von Salzburg und Österreich vermittelte, wie Oper, Operette und echte Volksmusik, welche die Trapp-Familie in ihrer Zeit in den USA den Leuten gerne näher brachte.
Die österreichischen Bühnen distanzierten sich lange von diesem Thema. Zum ersten Mal wurde das Stück satirisch verzerrt im Schauspielhaus Wien 1993 aufgeführt. Nach einer Einstudierung 1996 in Innsbruck hat es 2005 auch in die Volksoper Wien Einzug gehalten. 2007 hat das Salzburger Marionettentheater unter der Regie des Amerikaners Richard Hamburger eine 90-Minuten-Fassung des Musicals einstudiert und am 2. November in Dallas/Texas zum ersten Mal aufgeführt. Seit Mai 2008 steht es auf dem Spielplan des Marionettentheaters. Am 23. Oktober 2011 feierte „The Sound of Music“ in der Inszenierung von Andreas Gergen und Christian Struppeck (mit Wietske van Tongeren als Maria und Uwe Kröger als Baron von Trapp) Premiere im Salzburger Landestheater und kehrte damit 52 Jahre nach seiner Uraufführung an den Originalschauplatz zurück. Im Sommer 2016 wurde es auf der Festung Kufstein mit Darstellern der Wiener Volksoper im Rahmen des Operettensommers neu aufgeführt. In der Spielzeit 2018/19 wurde „The Sound of Music“ im Salzburger Landestheater nach 8 Jahren im Repertoire zum letzten Mal aufgeführt.